# Stratiotes (tijdschrift)
De Stratiotes is een wetenschappelijk tijdschrift van de Plantensociologische Kring Nederland (PKN).
In het vaktijdschrift dat meerdere malen per jaar verschijnt, worden wetenschappelijke artikelen gepubliceerd omtrent de meest recente ontwikkelingen in de Nederlandse vegetatiekunde.

## Naam
Het tijdschrift is vernoemd naar de geslachtsnaam Stratiotes, omdat krabbenscheer (Stratiotes aloides) de favoriete plantensoort van Victor Westhoff was.